# Ellis Larkins
Ellis Larkins (15 mai 1923 - 30 septembre 2002) est un pianiste de jazz américain né à Baltimore (Maryland). Ses enregistrements les plus célèbres sont ceux effectués avec Ella Fitzgerald pour les albums Ella Sings Gershwin (1950) et Songs in a Mellow Mood (1954).
Ellis fut le premier noir américain à intégrer le Peabody Conservatory of Music, une des institutions renommées de Baltimore. Il commence sa carrière professionnelle à New York où il avait déménagé pour suivre les cours de la Juilliard School. À sa sortie, Ellis travaille avec Billy Moore et Edmond Hall. Plus tard il collabore avec Ruby Braff, Eartha Kitt, Joe Williams, Helen Humes, Georgia Gibbs et Harry Belafonte.

## Vie personnelle
Le 31 juillet 1946 à Baltimore, il épouse la chanteuse Moune de Rivel. ils divorcerons le 5 juillet 1949 à Paris.

## Discographie
- Ruby Braff and Ellis Larkins: Calling Berlin, Vol. 1 (Arbors Records)
- Ruby Braff and Ellis Larkins: Calling Berlin, Vol. 2 (Arbors Records)